# Holotrichia heterotincta
Holotrichia heterotincta är en skalbaggsart som beskrevs av Frey 1975. Holotrichia heterotincta ingår i släktet Holotrichia och familjen Melolonthidae. Inga underarter finns listade i Catalogue of Life.